# Sylvester (Wisconsin)
Sylvester – miasto w Stanach Zjednoczonych, w stanie Wisconsin, w hrabstwie Green.